# The Aeroplane Flies High
The Aeroplane Flies High – pięciopłytowy box set grupy The Smashing Pumpkins, zawierający rozszerzone wydania pięciu singli z albumu Mellon Collie and the Infinite Sadness. Dodatkowo w skład zestawu wchodzi 44-stronicowa książeczka z tekstami piosenek i zdjęciami członków grupy. Początkowo nakład miał być ograniczony do dwustu tysięcy egzemplarzy, ale powiększono go po bardzo szybkim wyprzedaniu wszystkich kopii. Ostatecznie rozeszło się 300 tysięcy zestawów (czyli łącznie półtora miliona płyt), co dało wydawnictwu status platynowej płyty.
W skład kompilacji nie wchodzi utwór „Infinite Sadness”, znajdujący się na wydaniu winylowym albumu Mellon Collie..., a także w dostępnej do kupienia w Internecie kolekcji Rarities and B-Sides.

## Lista utworów

### „Bullet with Butterfly Wings”
1. „Bullet with Butterfly Wings” (Billy Corgan) – 4:16
2. „...Said Sadly” (gościnnie Nina Gordon) (James Iha) – 3:09
3. „You're All I've Got Tonight” (Ric Ocasek) – 3:10
4. „Clones (We're All)” (David Carron) – 2:43
5. „A Night Like This” (Robert Smith) – 3:36
6. „Destination Unknown” (Dale Bozzio/Terry Bozzio/Warren Cuccurullo) – 4:14
7. „Dreaming” (Debbie Harry/Chris Stein) – 5:11

- - „You're All I've Got Tonight” to cover utworu The Cars z albumu The Cars.
  - „Clones (We're All)” to cover utworu Alice Cooper z albumu Flush the Fashion.
  - „A Night Like This” to cover utworu The Cure z albumu The Head on the Door, zaśpiewany przez Jamesa Ihę.
  - „Destination Unknown” to cover utworu Missing Persons z albumu Spring Session M.
  - „Dreaming” to cover utworu Blondie z albumuEat to the Beat, zaśpiewany przez D’arcy Wretzky i Corgana.

### „1979”
1. „1979” (Corgan) – 4:28
2. „Ugly” (Corgan) – 2:52
3. „The Boy” (Iha) – 3:04
4. „Cherry” (Corgan) – 4:02
5. „Believe” (Iha) – 3:15
6. „Set the Ray to Jerry” (Corgan) – 4:10

### „Zero”
1. „Zero” (Corgan) – 2:39
2. „God” (Corgan) – 3:09
3. „Mouths of Babes” (Corgan) – 3:46
4. „Tribute to Johnny” (Iha/Corgan) – 2:34
5. „Marquis in Spades” (Corgan) – 3:17
6. „Pennies” (Corgan) – 2:28
7. „Pastichio Medley” (Corgan) – 25:59

"Tribute to Johnny” to utwór stanowiący hołd dla Johnny’ego Wintera, jednego z ulubionych gitarzystów Corgana.
The „Pastichio Medley” to utwór stanowiący wymieszanie riffów z utworów nagranych pomiędzy wydaniem albumów Siamese Dream a Mellon Collie and the Infinite Sadness. W jego skład wchodzą: „The Demon”, „Thunderbolt”, „Dearth”, „Knuckles”, „Star Song”, „Firepower”, „New Waver”, „Space Jam”, „Zoom”, „So Very Sad About Us”, „Phang”, „Speed Racer”, „The Eternal E”, „Hairy Eyeball”, „The Groover”, „Hell Bent for Hell”, „Rachel”, „A Dog's Prayer”, „Blast”, „The Black Rider”, „Slurpee”, „Flipper”, „The Viper”, „Bitch”, „Fried”, „Harmonia”, „U.S.A.”, „The Tracer”, „Envelope Woman”, „Plastic Guy”, „Glasgow 3am”, „The Road Is Long”, „Funkified”, „Rigamarole”, „Depresso”, „The Streets Are Hot Tonite”, „Dawn At 16”, „Spazmatazz”, „Fucker”, „In the Arms of Sheep”, „Speed”, „77", „Me Rock You Snow”, „Feelium”, „Is Alex Milton”, „Rubberman”, „Spacer”, „Rock Me”, „Weeping Willowly”, „Rings”, „So So Pretty”, „Lucky Lad”, „Jackboot”, „Milieu”, „Disconnected”, „Let Your Lazer Love Light Shine Down”, „Phreak”, „Porkbelly”, „Robot Lover”, „Jimmy James”, „America”, „Slinkeepie”, „Dummy Tum Tummy”, „Fakir”, „Jake”, „Camaro”, „Moonkids”, „Make It Fungus”, „V-8”, „Die”.

### „Tonight, Tonight”
1. „Tonight, Tonight” (Corgan) – 4:15
2. „Meladori Magpie” (Corgan) – 2:41
3. „Rotten Apples” (Corgan) – 3:02
4. „Jupiter's Lament” (Corgan) – 2:30
5. „Medellia of the Gray Skies” (Corgan) – 3:11
6. „Blank” (Corgan) – 2:54
7. „Tonite Reprise” (Corgan) – 2:40

W utworze „Medellia of the Gray Skies” gościnnie występują członkowie grupy The Frogs.
"Tonite Reprise” to akustyczna wersja utworu „Tonight, Tonight” z lekko zmienionym tekstem. Pojawiła się również na winylowym wydaniu albumu Mellon Collie....

### „Thirty-Three”
1. „Thirty-Three” (Corgan) – 4:10
2. „The Last Song” (Corgan) – 3:55
3. „The Aeroplane Flies High (Turns Left, Looks Right)” (Corgan) – 8:31
4. „Transformer” (Corgan) – 3:25
5. „The Bells” (Iha) – 2:17
6. „My Blue Heaven” (George Whiting/Walter Donaldson) – 3:20

W utworze „The Last Song” gościnnie wokalu udziela Bill Corgan Sr., ojciec Billy’ego.

## Twórcy
- Billy Corgan – wokal, gitara, pianino
- D’Arcy – gitara basowa, wokal („Dreaming”, „The Bells”)
- James Iha – giatara, wokal („A Night Like This”, „The Boy”, „Believe”, „The Bells”)
- Jimmy Chamberlin – perkusja
- Nina Gordon – wokal (”...Said Sadly”)
- Eric Remschneider – wiolonczela („The Bells”)
- Chris Martin – pianino
- Adam Schlesinger – pianino („The Bells”)
- Keith Brown – pianino
- Dennis Flemion – instrumenty („Medellia of the Gray Skies”)
- Jimmy Flemion – instrumenty („Medellia of the Gray Skies”)
- Bill Corgan Sr. – gitara, wokal („The Last Song”)

## Pozycje na listach

### Album
| Rok  | Notowanie         | Pozycja |
| ---- | ----------------- | ------- |
| 1996 | The Billboard 200 | 42      |